# مقبلة البيرة
مقبلة البيرة قرية سوريّة تتبع إداريّاً لمحافظة حلب منطقة منبج ناحية أبو كهف، بلغ تعداد سكانها 350 نسمة حسب التعداد السكاني لعام 2004.